# Lupa (siderurgia)

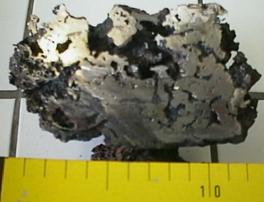
Lupa de horno bajo seccionada para ver su estructura interna

En siderurgia, una lupa es la masa ferrosa reducida que se produce al final de la actividad de un horno bajo, de composición química heterogénea y de la que se extrae el hierro y el acero por cinglado.

## Características
Las lupas son de masa variable, entre unos kilos y unas toneladas, y sin forma particular. Pueden generarse por aglomeración o por soldadura de bloques de hierro durante el afinado del arrabio. En los hornos bajos, también se pueden originar por agregación sin alcanzarse el estado de fusión.
Recuperada de la solera de un horno, donde a veces se someten a un primer prensado en caliente, la lupa aparece como una masa de forma aproximadamente elíptica, aunque, etimológicamente, la palabra deriva del franco luppa o lopp, que se refiere a una masa informe de materia. Consiste en una matriz metálica que aprisiona escoria (es decir, lechada) y trozos de carbón vegetal (en el caso de una lupa obtenida en un horno bajo). La fusión de ciertas escorias a veces les permite fluir a través de la masa metálica, que luego conserva los huecos. La matriz metálica, por su parte, presenta una importante heterogeneidad química: su contenido de carbono, en particular, fluctúa mucho.
Cinglada por el herrero, que compacta los huecos, elimina los materiales no metálicos y selecciona o mezcla el metal según su contenido de carbono, la lupa adquiere gradualmente características cercanas a un metal homogéneo.
Una vez que se completa la operación de cinglado, sigue inmediatamente una operación de forjado o laminado: se trata de transformar la lupa en barras de forma más o menos paralelepipédica, también llamadas en francés massiau o lopin según sus dimensiones.

## Formación

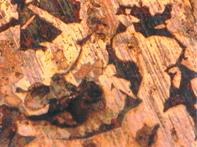
Vista de una lupa seccionada, donde se aprecian claramente las inclusiones de escoria (en negro)

La teoría más aceptada para explicar la formación de las lupas es que el mineral de hierro se reduce a metal en estado sólido en forma de una masa porosa pastosa baja en carbono, a través de la que penetra una escoria ferruginosa viscosa, que se funde a temperaturas superiores a 1200 °C. Como resultado, el hierro poroso forma una costra bastante densa, y por lo general, no está saturado de carbono. Se forman zonas carburadas solo en algunos lugares, siendo el objetivo inicial de la fundición producir el metal maleable más suave (bajo en carbono) posible.
Otros investigadores creen que durante la fundición sobre lecho de arena, las zonas del horno donde la temperatura está comprendida entre 800 y 1200 °C, las partículas de hierro se carburizan primero y luego se funden para producir fundición de hierro, rica en carbono. Sin embargo, luego se produce una repetida oxidación del carbono del metal situado en la zona de la tobera del horno, donde la temperatura excede los 1400 °C. Varios autores piensan que hay algo de cierto en ambas teorías, ya que, a pesar del pequeño tamaño de los primeros hornos de pudelage, y posiblemente dependiendo del método de preparación y carga, pueden darse ambos procesos en distintas zonas del horno. Por lo tanto, los productos resultantes podrían contener metal altamente carburado e incluso partículas de fundición de hierro. También hay un punto de vista según el cual el proceso de obtención de las lupas podría tener dos etapas. En este caso, durante la primera etapa de fundición del mineral, se obtendría una reducción directa de hierro parcialmente reducida o sinterización. En la segunda etapa, este aglomerado se vuelve a fundir para generar una esponja de hierro denso o de fundición.